# Catedral del Sagrado Corazón (Moundou)
La Catedral del Sagrado Corazón  (en francés: Cathédrale du Sacré-Cœur) es la sede de la diócesis de Moundou en el país africano de Chad. Está dedicada al Sagrado Corazón de Jesús. En la década de 1950, su vicario fue el obispo Samuel Gaumain. En 1993, sus instalaciones sufrieron por los disturbios sectarios. El 18 de marzo de 1998, algunos soldados entraron en ella durante la misa y retuvieron brutalmente al sacerdote y los fieles. Los trabajos de construcción de la nueva Catedral de Moundou se pusieron en marcha a finales de 1999, en el distrito de Dombao. Sus instalaciones son el hogar del algunos Misioneros.